# Сульфид золота(III)
Сульфид золота(III) — неорганическое соединение, 
соль металла золота и сероводородной кислоты с формулой Au2S3,
чёрный аморфный порошок,
не растворяется в воде.

## Получение
- Пропускание сероводорода через кислые растворы соединений золота(III):

{\displaystyle {\mathsf {Au_{2}Cl_{6}+3H_{2}S\ {\xrightarrow {}}\ Au_{2}S_{3}\downarrow +6HCl}}}
{\displaystyle {\mathsf {2H[AuCl_{4}]+3H_{2}S\ {\xrightarrow {}}\ Au_{2}S_{3}\downarrow +8HCl}}}
{\displaystyle {\mathsf {2Li[AuCl_{4}]+3H_{2}S\ {\xrightarrow {}}\ Au_{2}S_{3}\downarrow +2LiCl+6HCl}}}

## Физические свойства
Сульфид золота(III) образует чёрный аморфный порошок.
Не растворяется в воде и этаноле.

## Химические свойства
- Разлагается при нагревании:

{\displaystyle {\mathsf {Au_{2}S_{3}\ {\xrightarrow {200^{o}C}}\ 2Au+3S}}}
- Растворяется в сульфидах щелочных металлов:

{\displaystyle {\mathsf {Au_{2}S_{3}+Na_{2}S\ {\xrightarrow {}}\ 2Na[AuS_{2}]}}}
- Растворяется в цианидах щелочных металлов:

{\displaystyle {\mathsf {Au_{2}S_{3}+8KCN\ {\xrightarrow {}}\ 2K[Au(CN)_{4}]+3K_{2}S}}}